# Raymond Suvigny
Raymond André Marie Suvigny (ur. 21 stycznia 1903 w Paryżu, zm. 26 października 1945 tamże) – francuski sztangista. Złoty medalista olimpijski z Los Angeles.
Startował w wadze piórkowej (do 60 kg). Brał udział w dwóch igrzyskach (IO 24, IO 32). W 1932 odniósł największy sukces w karierze, zwyciężając – wyprzedził Niemca Hansa Wölperta i Amerykanina 
Anthony’go Terlazzo.